# Beaver Bridge
Die Beaver Bridge ist eine Eisenbahnbrücke über den Ohio River im Beaver County, Pennsylvania. Das 544,7 Meter lange Bauwerk besteht aus einer Auslegerbrücke und einem kurzen Parker-Träger. Sie führt die Pittsburgh Subdivision der CSX zwischen den Städten Beaver und Monaca über den Fluss.

## Geschichte
Die Überquerung des Ohio war eine der größten Herausforderungen der Pittsburgh and Lake Erie Railroad (P&LE), die ab 1875 eine Bahnstrecke von Pittsburgh nach Youngstown baute. Die erste, schmiedeeiserne Brücke war eingleisig und wurde 1878 eröffnet. Ab 1890 wurde die Bahnstrecke auf zwei Gleise ausgebaut und eine neue Brücke auf den vorhandenen Pfeilern errichtet. Diese waren aber zu schmal für zwei getrennte Gleise und so wurden jene in Form einer Gleisverschlingung verlegt. Da der Verkehr weiter zunahm, wurde die Strecke auf vier Gleise ausgebaut und man beschloss den Bau einer neuen Brücke knapp 100 Meter flussaufwärts.

Die zweite Beaver Bridge im Jahr 1910

Nach Anforderungen des US-Kriegsministeriums musste die neue Brücke eine mindestens 700 Fuß (213 Meter) breite Fahrrinne im Ohio River gewährleisten, was über den Möglichkeiten gewöhnlicher Fachwerkbrücken lag. Daher wählte man als Hauptbauform eine Stahlauslegerbrücke mit einer maximalen Spannweite von 234 m. Die Gesamtlänge dieses Brückenteils beträgt 429,5 m. Am Nordufer folgt dem Ausleger ein kurzes Fachwerk mit 112,8 m Länge in Parker/Camelback-Bauweise.
Die Pläne für die neue Brücke wurden im Juli 1907 veröffentlicht. Ende August stürzte in Kanada die Quebec Bridge ein, die wie die Beaver Bridge als – wenn auch wesentlich größere – Auslegerbrücke geplant war. Die Bahngesellschaft P&LE hielt jedoch an den bestehenden Entwürfen fest. Der deutschstämmige Ingenieur Albert Lucius hatte den vorläufigen Bauplan entworfen und dabei Wert auf eine vergleichsweise simple, bewährte und einfach zu berechnende Konstruktion gelegt. Paul L. Wolfel, leitender Ingenieur des ausführenden Unternehmens McClintic-Marshall Construction Co. aus Pittsburgh, ergänzte die Pläne, welche von Lucius nochmals überprüft wurden.
Die Bauarbeiten begannen im März 1908 und endeten im Mai 1910. Trotz des eher konservativen Designs erschienen in der Fachzeitschrift Engineering Record dreizehn Artikel über Innovationen, die von unverstärkten Betoncaissons für die Brückenpfeiler bis zu einem neuartigen Baustellenkran führten.
Nach dem Rückbau der Bahnlinie ist die Beaver Bridge heute zweigleisig. Seit 1991 ist die Brücke in Besitz von CSX Transportation. Außerdem ist sie im Historic American Engineering Record eingetragen.